# Congruência (álgebra)
Em álgebra diz-se que a é congruente a b módulo m se m|(a - b). Usamos como símbolo de a congruente a b modulo m :{\displaystyle a\equiv b(mod\;m)}.

## Breve história
Carl Friedrich Gauss foi o grande introdutor da congruência, pois começou a mostrar ao mundo a congruência a partir de um trabalho realizado em 1801, Disquisitiones Arithmeticae, quando tinha apenas 24 anos de idade. Várias ideias usadas na teoria dos números foram introduzidas neste trabalho, até mesmo o símbolo usado na congruência atualmente foi o que Gauss usou naquela época.

## Propriedade da congruência
- Se {\displaystyle a\equiv b(mod\;m)} então existe um inteiro k tal que a = b + km.
- Sempre {\displaystyle a\equiv a(mod\;m)};
- Se {\displaystyle a\equiv b(mod\;m)}, então: {\displaystyle b\equiv a(mod\;m)};
- Se {\displaystyle a\equiv b(mod\;m)} e {\displaystyle b\equiv c(mod\;m)}, então: {\displaystyle a\equiv c(mod\;m)};
- Se {\displaystyle a.c\equiv b(mod\;m)} e {\displaystyle c\equiv d(mod\;m)} , então {\displaystyle ad\equiv b(mod\;m)}
- Se {\displaystyle a\equiv b(mod\;m)}, então: {\displaystyle (a+c)\equiv (b+c)(mod\;m)}, onde c é um inteiro;
- Se {\displaystyle a\equiv b(mod\;m)}, então: {\displaystyle (a-c)\equiv (b-c)(mod\;m)}, onde c é um inteiro;
- Se {\displaystyle a\equiv b(mod\;m)}, então: {\displaystyle a.c\equiv b.c(mod\;m)}, onde c é um inteiro;
- Se {\displaystyle a\equiv b(mod\;m)} e {\displaystyle c\equiv d(mod\;m)}, então: {\displaystyle a+c\equiv b+d(mod\;m)};
- Se {\displaystyle a\equiv b(mod\;m)} e {\displaystyle c\equiv d(mod\;m)}, então: {\displaystyle a-c\equiv b-d(mod\;m)};
- Se {\displaystyle a\equiv b(mod\;m)} e {\displaystyle c\equiv d(mod\;m)}, então: {\displaystyle a.c\equiv b.d(mod\;m)};

Observe que desta última propriedade acima deriva que:
- Se {\displaystyle a\equiv b(mod\;m)} e {\displaystyle n} é um número inteiro positivo, então: {\displaystyle a^{n}\equiv b^{n}(mod\;m)};

- Se {\displaystyle a.c\equiv b.c(mod\;m)}, então: {\displaystyle a\equiv b(mod\;m/d)}, onde d é o máximo divisor comum de c e m.
- Se {\displaystyle ab\equiv c(mod\;m)} e {\displaystyle a\equiv a_{1}(mod\;m)} e {\displaystyle b\equiv b_{1}(mod\;m)}, então:

{\displaystyle {a_{1}}{b_{1}}\equiv c(mod\;m)};
{\displaystyle (m\pm a)(m\pm b)\equiv c(mod\;m)};
{\displaystyle (m\pm a_{1})(m\pm b_{1})\equiv c(mod\;m)}
(Isto vale não apenas para dois fatores, como no caso, a e b).
Devido a uma propriedade das potências e outra das congruências já apresentadas:
- Se {\displaystyle a^{b}\equiv c{\pmod {m}}}, então {\displaystyle a^{bn}\equiv c^{n}{\pmod {m}}}.

## Congruência linear
Chamemos de congruência linear em uma variável x uma congruência da forma: {\displaystyle a.x\equiv b(mod\;m)}.

### Propriedade da congruência linear
- Tenhamos uma congruência {\displaystyle a.x\equiv b(mod\;m)} e seja d o MDC de a e m, então se d não divide b, não temos nenhuma solução, mas, se d|b então temos exatamente d soluções incongruentes modulo m.

### Equação Diofantina
Uma equação diofantina é uma equação da forma {\displaystyle \;ax+by=c}. Seja {\displaystyle \;d} o MDC de {\displaystyle \;a} e {\displaystyle \;b}, se {\displaystyle \;d} não divide {\displaystyle \;c} então não teremos nenhuma solução inteira, mas, se {\displaystyle \;d|c} então existem infinitas soluções inteiras dadas pela forma: 
{\displaystyle X=X_{0}+(b/d)k} e {\displaystyle Y=Y_{0}-(a/d)k}, onde {\displaystyle X_{0}} e {\displaystyle Y_{0}} são soluções particulares e {\displaystyle \;k} é qualquer inteiro.